# Колине (Пескара)
Колине (итал. Colline) је насеље у Италији у округу Пескара, региону Абруцо.
Према процени из 2011. у насељу је живело 34 становника. Насеље се налази на надморској висини од 169 м.